# Domingos Quina
Domingos Quina, né le 18 novembre 1999 à Bissau (Guinée-Bissau), est un footballeur portugais qui évolue au poste de milieu de terrain au Paphos FC.

## Carrière

### En club
Domingos Quina rejoint Chelsea à l'âge de treize ans en provenance du Benfica Lisbonne. En mars 2016, le club d'Arsenal est proche d'obtenir sa signature pour la saison suivante. Quina rejoint finalement le club de West Ham United lors de l'été 2016 alors qu'il était également courtisé par Manchester United et Tottenham. Après un premier match disputé contre le NK Domžale en Ligue Europa en août, il devient un membre à part entière de l'équipe première du club et signe son premier contrat professionnel en novembre qui le lie avec West Ham jusqu'en 2019.
Le 9 août 2018, Quina s'engage pour quatre saisons avec le Watford FC. Le 29 août suivant, il dispute sa première rencontre sous le maillot des Hornets en League Cup contre Reading. Il inscrit par la même occasion son premier but avec Watford, qui s'impose 0-2.
Le 15 décembre 2018, le jeune portugais inscrit son premier but en Premier League à l'occasion d'un match face à Cardiff City (victoire 3-2). Âgé de 19 ans et 27 jours, il devient le plus jeune buteur de Watford en Premier League.
Le 1er février 2021, il est prêté à Granada.
Le 31 août 2021, il est prêté au Fulham FC.
Le 31 janvier 2023, il est prêté à Rotherham United.

### En sélection
Il est titulaire lors de tous les matchs de l'Euro des moins de 17 ans 2016, et marque un but contre l'Écosse en mai 2016 lors de la phase de groupe de la compétition,. Les joueurs portugais remportent la compétition en battant les joueurs espagnols en finale.

## Statistiques
| Saison                | Club                  | Championnat           | Championnat | Championnat | Coupe(s) nationale(s) | Coupe(s) nationale(s) | Compétition(s) continentale(s) | Compétition(s) continentale(s) | Compétition(s) continentale(s) | Total | Total |
| Saison                | Club                  | Division              | M.          | B.          | M.                    | B.                    | Comp.                          | M.                             | B.                             | M.    | B.    |
| 2016-2017             | West Ham United       | Premier League        | -           | -           | -                     | -                     | C3                             | 2                              | 0                              | 2     | 0     |
| 2017-2018             | West Ham United       | Premier League        | -           | -           | 4                     | 0                     | -                              | -                              | -                              | 4     | 0     |
| Sous-total            | Sous-total            | Sous-total            | -           | -           | 4                     | 0                     | -                              | 2                              | 0                              | 6     | 0     |
| 2018-2019             | Watford FC            | Premier League        | 8           | 1           | 5                     | 1                     | -                              | -                              | -                              | 13    | 2     |
| 2019-2020             | Watford FC            | Premier League        | 4           | 0           | 5                     | 0                     | -                              | -                              | -                              | 9     | 0     |
| 2020-2021             | Watford FC            | Championship          | 6           | 0           | 1                     | 0                     | -                              | -                              | -                              | 7     | 0     |
| Sous-total            | Sous-total            | Sous-total            | 18          | 1           | 11                    | 1                     | -                              | -                              | -                              | 29    | 2     |
| Total sur la carrière | Total sur la carrière | Total sur la carrière | 18          | 1           | 15                    | 1                     | -                              | 2                              | 0                              | 35    | 2     |

## Palmarès

### En club
- Watford
  - Vice-champion d'Angleterre de D2 en 2021.
- Fulham
  - Champion d'Angleterre de D2 en 2022.

### En sélection nationale
Domingos Quina remporte le championnat d'Europe des moins de 17 ans en 2016 avec l'équipe du Portugal.

## Vie privée
Il est le fils de l'ancien international portugais Samuel Quina.